# Bundesautobahn 432
Die Bundesautobahn 432 (Abkürzung: BAB 432) – Kurzform: Autobahn 432 (Abkürzung: A 432) – war eine geplante Autobahn im Raum Bochum, welche die Autobahnen A 40 und A 43 verbinden sollte. Sie sollte vom damals geplanten Bochumer Westkreuz (heutige Anschlussstelle Bochum-Stahlhausen) in Richtung Norden in Form einer Ortsumgehung von Hordel bis an die A 43 bei Herne führen. Sie wurde allerdings nie realisiert.